# Mosquée Vakil
La mosquée Vakil (persan : مسجد وکیل - Masjed-e Vakil) est une mosquée de la ville de Chiraz, au sud de l'Iran, située à l'Ouest du bazar de Vakil. Cette mosquée a été construite entre 1751 et 1773 pendant la dynastie Zand. Elle a été restaurée au XIXe siècle, lors de la dynastie Qadjar.

## Architecture
La mosquée Vakil couvre une surface de 8 660 m2. Il n'a que deux iwans au lieu des quatre habituels, sur les côtés Nord et Sud d'une grande cour ouverte. Les iwans et la cour sont décorés avec des céramiques typiques de Chiraz appelées haft rangi, caractéristiques de l'art et de l'industrie de Chiraz au cours de la deuxième moitié du XVIIIe siècle. Sa salle de prière de nuit (Shabestan), avec une superficie de près de 2 700 m2, comprend 48 piliers monolithiques sculptés en spirales et ornés de feuilles d'acanthe. Le minbar de cette salle, constitué de marbre vert et d'un escalier de 14 marches, est considéré comme l'une des pièces maîtresses de la dynastie Zand.

## Galerie

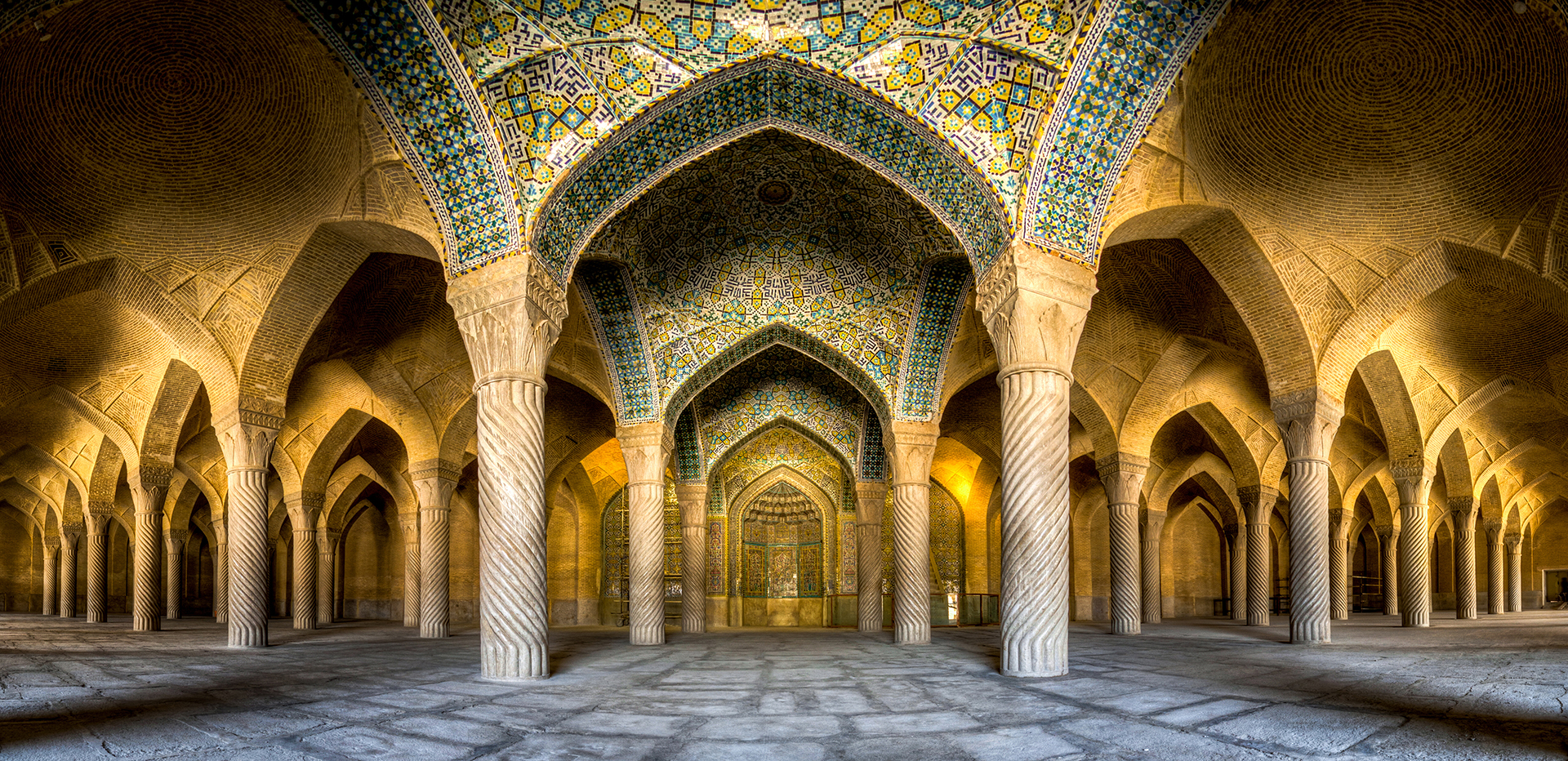
Shabestan ou la salle de prière.
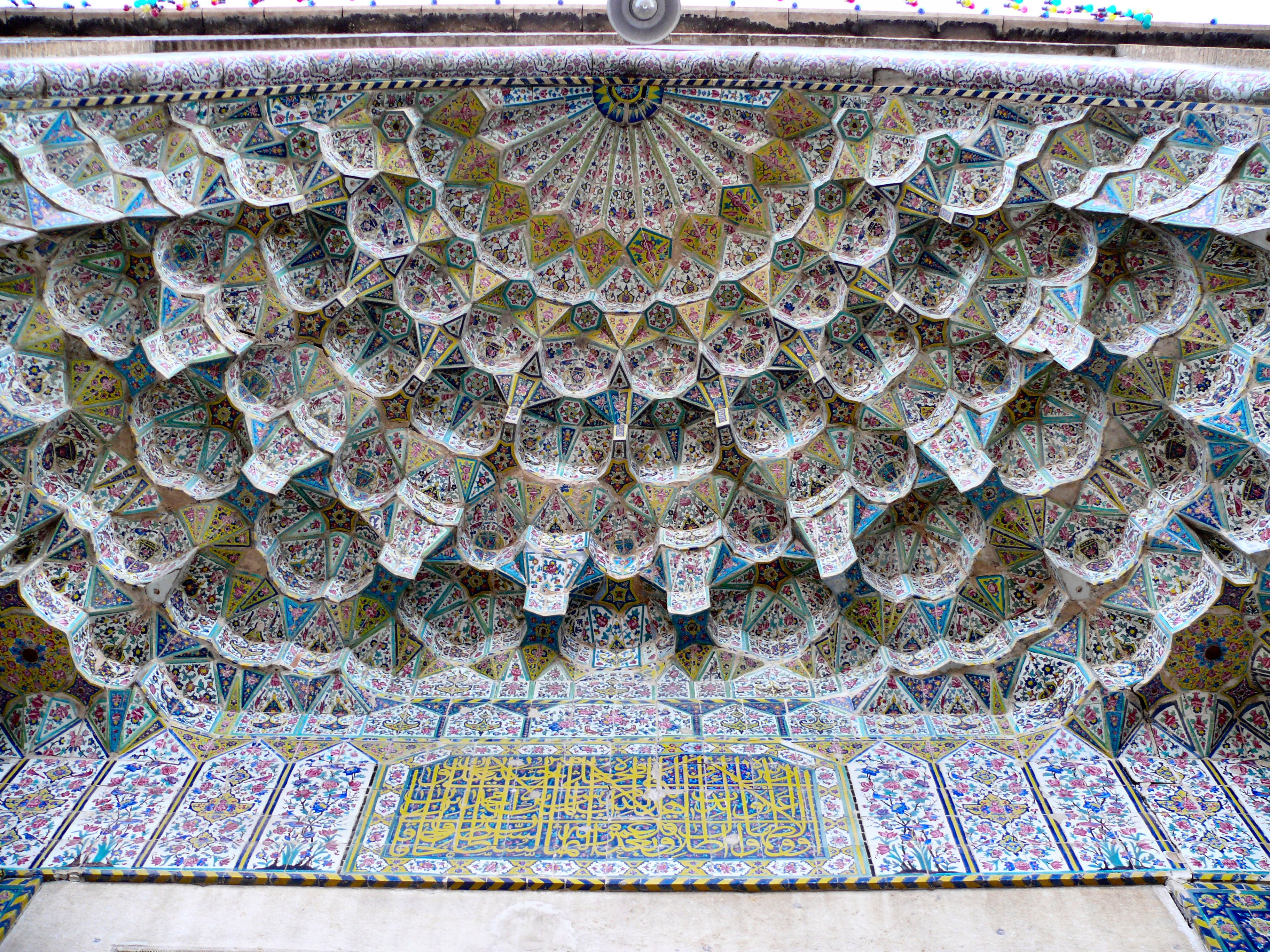
Plafond de la porte principale.
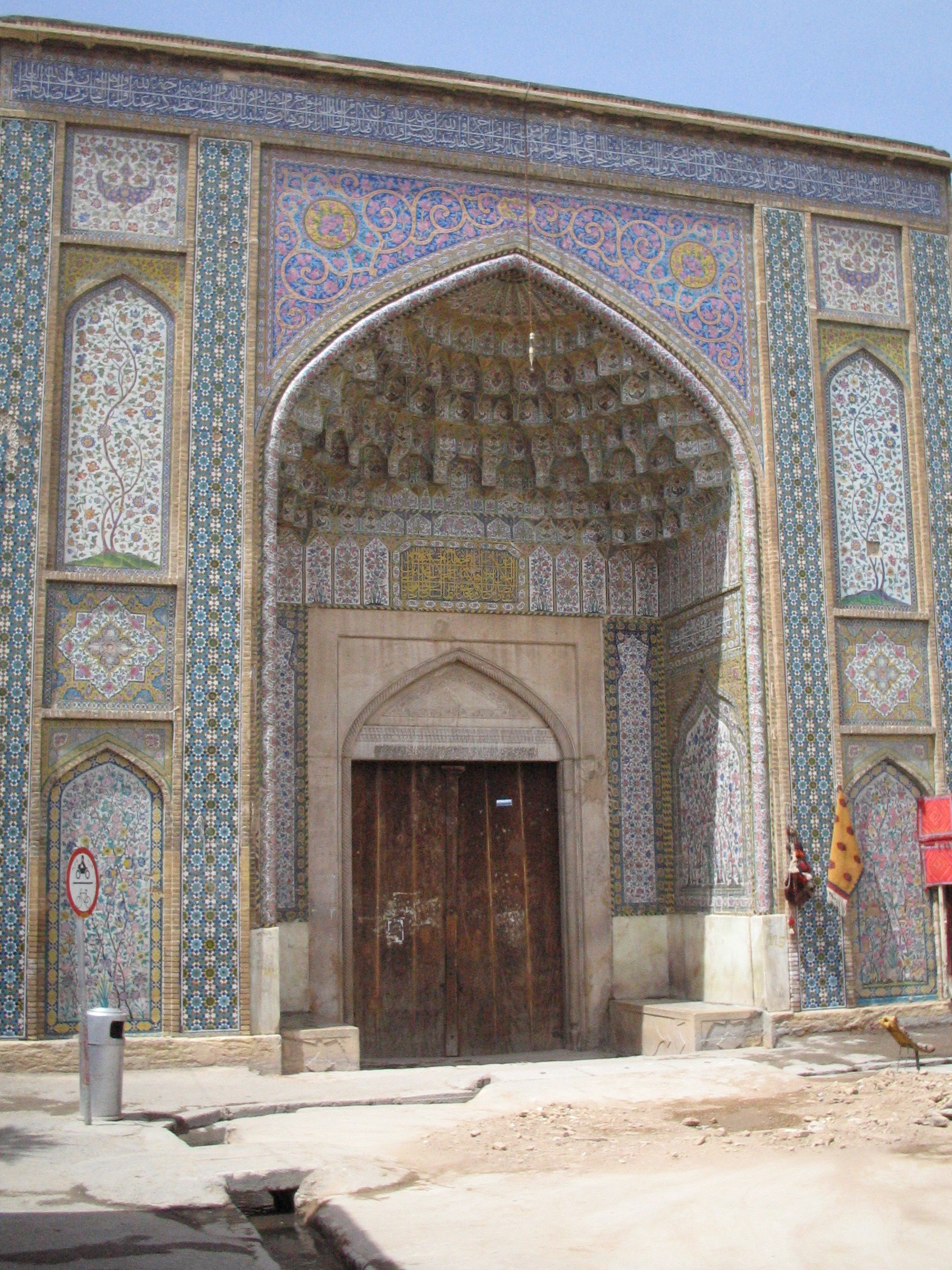
Porte d'entrée.
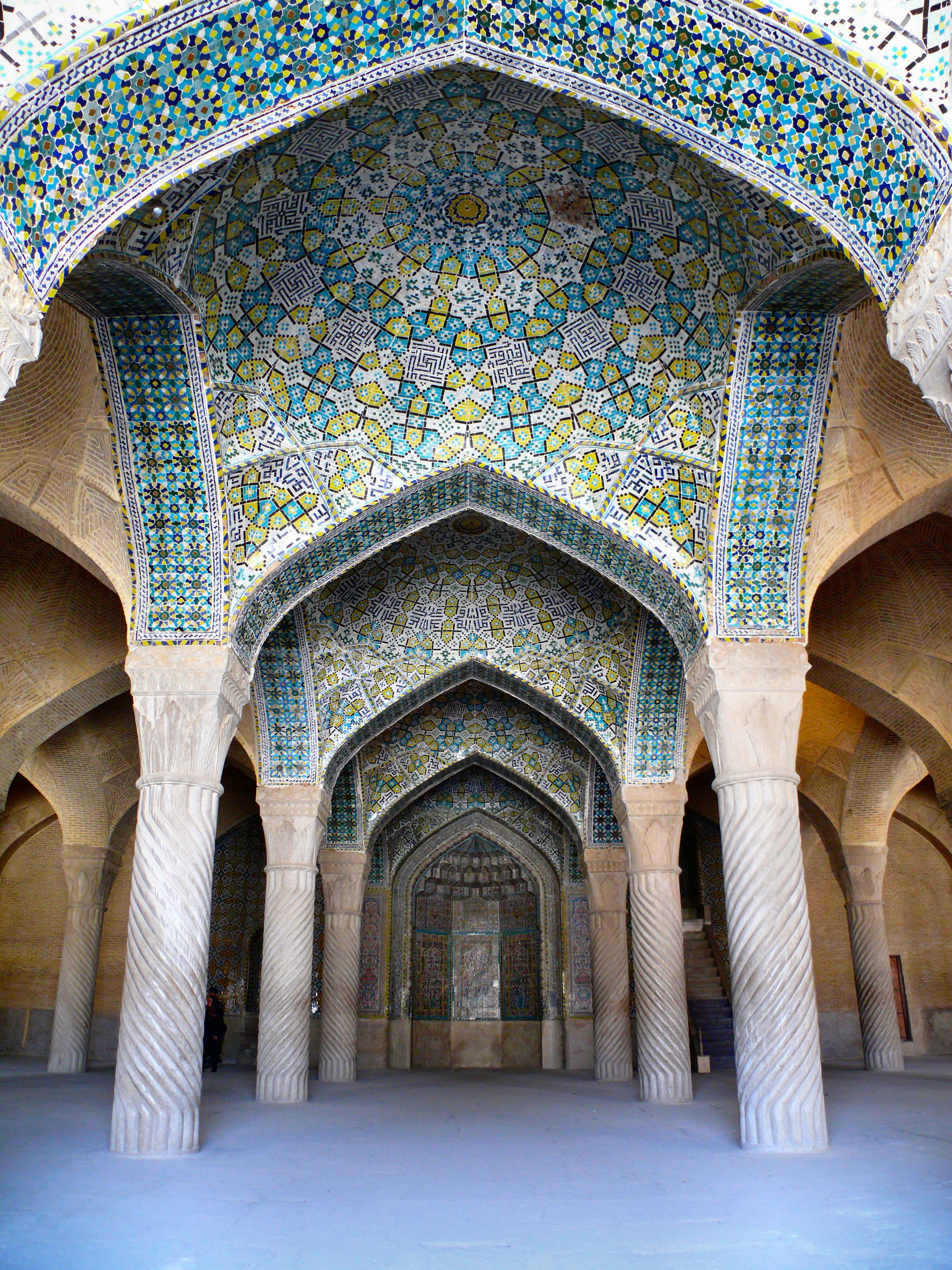
Plafond de la porte du Shabestan.
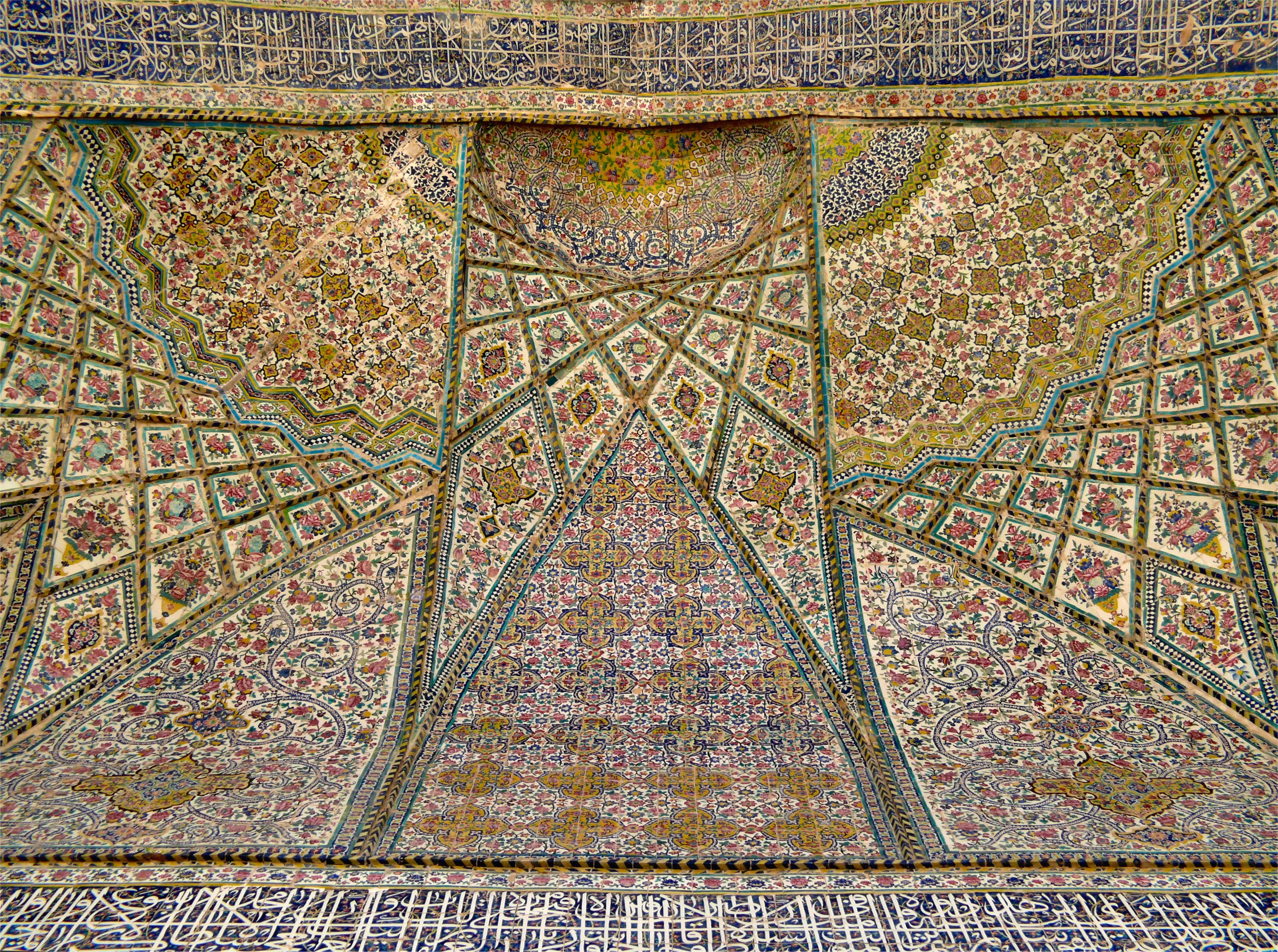
Plafond de l'Iwan Est.
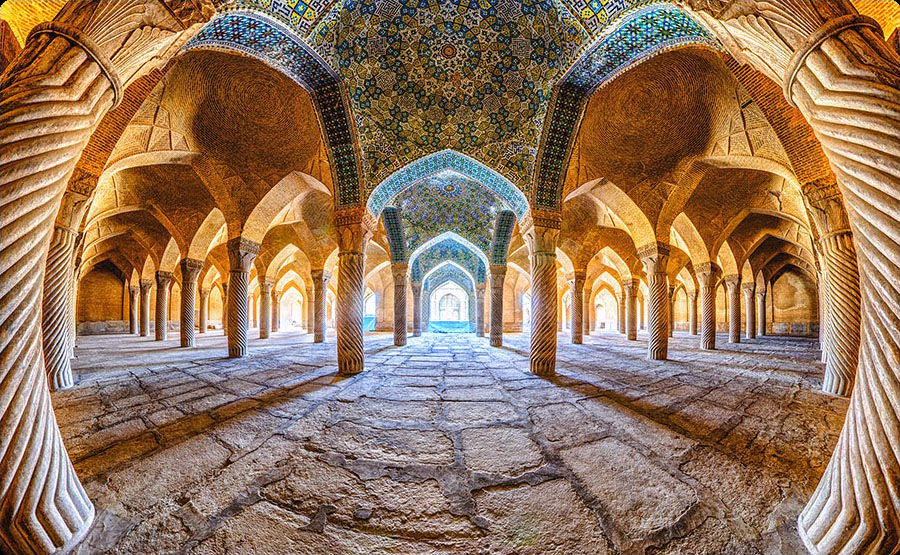
Panorama de la mosquée Vakil.